# Küssen verboten, Baggern erlaubt
Küssen verboten, Baggern erlaubt ist ein deutscher Fernsehfilm, der 2003 innerhalb der Reihe made by ProSieben produziert wurde. Er wurde erstmals am 2. Oktober 2003  im Fernsehen ausgestrahlt.

## Handlung
Die beiden 17-jährigen Schüler Julia und Philip spielen gemeinsam in einem Beachvolleyball-Team. Nun sollen die ehrgeizige Julia, die ein Sportstudium anstrebt, und der Aufreißer Philip an einem Turnier in Spanien teilnehmen. Die gesamte Sportklasse kommt als Unterstützung mit. Doch Julia sieht in Philip, der die Sportart hauptsächlich zum Anbaggern nutzt, und ihrem eifersüchtigen Freund Andi Hindernisse auf dem Weg zum Erfolg. Daher überzeugt sie Philip und den Klassenkameraden David, einen Pakt zu schließen: Die drei gründen den Virgins Club und schwören, während des Aufenthalts in Spanien keinen Sex zu haben. Für Julia, die noch Jungfrau ist, stellt das kaum ein Problem dar, und auch David ist eher erleichtert, da er vor kurzem beschnitten wurde und so ohnehin unpässlich ist. Philip hat am meisten mit dem Enthaltsamkeitgelübde zu kämpfen, laufen doch lauter Strandschönheiten am Beachvolleyballfeld vorbei und auch die Trainerin Viola ist nicht zu verachten. Zunächst scheint alles nach Plan zu laufen: Philip und Julia ziehen souverän ins Halbfinale ein. Doch dann wird es auch für die beiden anderen des Trios schwierig, ihr Versprechen zu halten. David ist seit eh und je in seine Klassenkameradin Isabelle verliebt, die plötzlich Interesse an ihm zeigt. Weil David aufgrund seiner Beschneidung lädiert ist, kommt es laufend zu Missverständnissen zwischen den beiden. Julia lernt unterdessen den einfühlsamen Tom kennen, der im Zeltlager arbeitet. Die beiden kommen sich bei einer Strandparty näher und Julia erkennt, dass Andi wohl nicht der Richtige für sie ist. Plötzlich taucht dieser im Zeltlager auf und das Chaos ist perfekt. David hat alle Hände voll zu tun, das Interesse von Julia und Philip auf das bevorstehende Finalspiel zu lenken. 

## Kritiken
- Das Lexikon des internationalen Films beschreibt den Film als „anspruchslose, auf ein jugendliches Publikum abzielende Sommerkomödie, die makellos-jugendliche Körper zugunsten einer originellen Geschichte in den Vordergrund rückt“.[1]
- TV Spielfilm schreibt, die „Klamotte“ bemühe sich um „Witz und Jugendwahn“, stelle sich jedoch „zu dusselig“ an, um „die ‘American Pie’-Liga zu erreichen“. „Sprüche, Story, Typen vom Dümmsten“.[2]

## Sonstiges
- Der Arbeitstitel des Films lautete Virgin Club.[3]